# Menneskeofring
Menneskeofring er en religiøs praksis i flere historiske kulturer, hvor personer er blevet rituelt dræbt med det formål at tilfredsstille guddommelige væsner. Den ofring er i lighed med de øvrige former for ofring benyttet i forskellige ritualsammenhænge, men ofringen af et menneske er normalt opfattet som det største offer, man kunne give og er i mange tilfælde knyttet til kongemagten.
De fleste kilder til menneskeofringer er skrevet af udenforstående og har et tendentiøst præg, enten fordi beretningen bruges som propaganda vendt i mod den beskrevne kultur eller som et spejl for forfatterens egen kultur. Det gælder fx for romerske beretninger om menneskeofringer blandt kelterne og kristne om skandinaverne i vikingetiden. Det betyder ikke, at menneskeofringer ikke har fundet sted; denne praksis er fx veldokumenteret blandt aztekerne  og chimufolket
i Latinamerika. Moselig fra det germanske område i jernalderen er blevet tolket i samme retning.
Menneskeofring skal forstås i sammenhæng med de øvrige former for ofring. Den norske religionshistoriker Torkel Brekke beskriver baggrunden for ofring af mennesker i en oplevelse af føle sig udsat i en farlig natur:
Denne følelse får oss fort til å forestille oss at vi står i gjeld til gudeverdenen, som lar oss leve. Og guderne krever betaling. Gennom offerhandlingen kan vi komme oss unna å betale med oss selv,... 
I vore dage dukker der stadig beretninger op om menneskeofringer, hvor mange ikke kan verificeres. Et eksempel er dog det indiske ritual sati (enkebrænding), hvor en række tilfælde er dokumenteret siden 1947.

## Antikken
I landene omkring Middelhavet forekom menneskeofring som et element hos flere kulturer i oldtiden. Et berømt eksempel er romernes beskyldning mod kartaginienserne, om at de ofrede deres egne børn til Baal. Kartago var længe en konkurrent til Rom om herredømmet over det vestlige middelhavsområde, og beskyldningerne har i flere tilfælde været afvist som polemiske. I moderne tid har arkæologer dog udgravet et stort antal børneskeletter, der kunne tyde på, at ofring af børn kan havde fundet sted.

### Rom
Selv om romerne tog afstand fra ofring af mennesker i Kartago, var menneskeofring også praktiseret tidligt i Roms historie. Gladiatorkampe var udformet som en rituel kamp, hvor taberen i sidste ende blev dræbt og ofret til de underjordiske guder (Di Inferi). Dødsstraf blev også praktiseret i form af en ofring til guderne, ligesom krigsfanger og vestalinder, der havde brudt kyskhedsløftet, blev begravet levende, som et offer til Di Manes og Di Inferi, mens overvundne fjenders generaler blev henrettet foran en statue af Mars. Desuden omtaler romerske kilder som Ovid og Sveton, en Rex Nemorensis, som var præst ved Diana-helligdommen i Nemi, som var en bortløben slave, der havde fået titlen ved at slå den forrige Rex ihjel. Om beretningerne bygger på fakta er omstridt.
Arkæologer har fundet rester af mennesker under bygningsfundamenter, som kunne tyde på at romerne også ofrede mennesker som en rituel indvielse af nye huse. Disse skikke blev med tiden forladt, og alle former for menneskeofring blev ifølge Plinius den Ældre forbudt af ved et senatsdekret i 97 f.v.t. Alt tyder dog på at ritualerne på dette tidspunkt kun overlevede i symbolsk form og blev almindeligvis betragtet som barbariske.

### Keltiske ofringer
Ligesom hos karthaginienserne berettede romerske kilder om omfattende menneskeofringer hos kelterne, men omfanget, hyppigheden og metoderne kan som i Karthagos tilfælde være blevet overdrevet af propaganda hensyn.
Ifølge Julius Cæsars beskrivelse af Gallerkrigene (Commentarii de Bello Gallico) foretog de keltiske druider menneskeofringer, hvor ofrene blev spærret inde i en figur fremstillet af vidjer og formet som en mand, herefter blev de brændt. Denne form for brændoffer kendes dog ikke fra andre kilder end Cæsar. Andre romerske kilder beretter, at romerske krigsfanger blev ofret af kelterne under ledelse af Boudica i den krig, der fulgte den romerske invasion af Britannien.
Arkæologiske fund fra de britiske øer tyder på at mennesker blev ofret, også før romerne kom til øerne. Rester af mennesker, som viser tegn på at være henrettet eller begravet levende, er fundet på steder fra neolitisk til romersk tid. Ofringer til de forskellige guder krævede at ofrene blev dræbt på forskellig vis, Esus modtog de hængte, Taranis de kvalte og Teutates de druknede.

### Grækenland
Trods flere mytologiske beskrivelser af menneskeofringer fra Grækenland er der ikke fundet tegn på, at de har forekommet i den græske verden hverken i det arkæologiske materiale eller de historiske kilder. Det er dog foreslået, at historien om Ifigenia, der i sidste øjeblik reddes fra at blive ofret af sin far Agamemnon, er levn om en ældre skik.

## Bibelen

### Gamle Testamente
I 1. Mosebog bliver menneskeofring fordømt, da Gud tester Abraham ved at befale, at han skal ofre sin søn Isak på Moriabjerget. Det fremgår ikke af teksten, hvorfor Gud ønsker, at Abraham gør dette, men det er klart, at Gud ikke ønsker, at det vil ske, og at han udelukkende ønsker at teste Abrahams troskab. Abraham adlyder uden indvendinger, og ofringen afbrydes i sidste øjeblik af en engel. I stedet bliver en vædder, der sidder fast i en busk ofret. Flere bibelhistorikere har ment, at denne historie opstod ud fra ændringen af en ældre periode, hvor menneskeofring blev praktiseret, men som senere blev erstattet med et vædderoffer.
Andre beretninger fra GT peger ligeledes i rening af, at ofring af den førstefødte søn er praktiseret. I 2. Kongebog ofrer kongen af Moab sin søn og arving, hvilket redder hans rige fra et truende nederlag. Og i Mikas Bog spørger profeten Mika, om han skal ofre sin førstefødte pga. egne synder.
Et andet eksempel fra GT stammer fra Dommerbogen, hvor kong Jefta under en krig mod Amonitterne
”aflagde det løfte til Herren: »Hvis du giver ammonitterne i min hånd, skal den første, der går ud af døren til mit hus og kommer mig i møde, når jeg vender hjem fra ammo”
Jefta sejrede, vendte tilbage og blev mødt af sin egen datter, som han derfor måtte ofre som tak.

### Ny testamente
Grundtanken i kristendommen er at Jesus døde på korset for menneskehedens skyld, og kirkefædrene fra den tidlige kristendom tolkning var beretningerne Isak og Jefta en foregribelse af det ultimative offer, Jesu død. Derfor kan Det Nye Testamente opfattes som en beretning om en menneskeofring, da formålet med Jesu liv, fra fødsel til død, var at blive ofret til Gud for at rense hele menneskeheden for arvesynden, som  beskrevet i 1. Johannes brev:

"han er et sonoffer for vore synder, og ikke blot for vore, men for hele verdens synder".
Og derfor bliver Jesus ofte i ny testamente omtalt som et offerlam, dvs. at det lam, som ifølge flere bibelhistorikere skulle erstatte den førstfødte søn, nu blev erstattet af Guds egen søn.

## Skandinavien
Ifølge den nordiske myte Hávamál (Den højes tale) ofrede Odin sig selv ved at blive hængt i Yggdrasil med et spyd gennem sig i ni nætter for at opnå guddommelig visdom. Kristne kilder fra middelalderen fortæller også, at fanger blev ofret ved at blive hængt fra træer, og araberen Ahmad ibn Fadlan beretter i sin øjenvidneskildring af en nordisk begravelse i Rusland, at en trælkvinde blev dræbt for at følge den døde til dødsriget
Adam af Bremen rapporterede i 11. årh. om menneskeofringer i Uppsala i Sverige, og den danske konge Svend Estridsen kunne ligeledes berette om de ofringer, der engang havde fundet sted ved Lejre på Sjælland. I Ynglinge saga måtte den svenske kong Domalde ofre sig selv, for at hans folk igen skulle nyde frugtbarhed og lykke i krig.
Ingen arkæologiske fund fra vikingetiden har bekræftet, at menneskeofring fandt sted i Skandinavien i denne periode, sådan som kilderne beretter, men en række moselig fra jernalderen, der er fundet i fx danske moser, bærer tegn på en voldelig død, umiddelbart før de er placeret i vandet.

## Amerika
En vigtig trosforestilling hos aztekerne var, at solguden Huitzilopochtli pga. en daglig kosmisk kamp hele tiden mistede blod. For at undgå verdens undergang ved gudens død, som aztekerne troede ellers ville ske efter 52 år, ofrede de mennesker, så Huitzilopochtli kunne få nyt blod. Indvielsen af et nyt tempel i Tenochtitlán blev ifølge aztekiske kilder fejret med ofringen af 84,000 krigsfanger. Dette tal er dog så højt, at flere moderne forskere foreslår, at det er et resultat af aztekernes propaganda. Størstedelen af de rituelle henrettelserne blandt aztekerne fandt sted i forbindelse med frugtbarhedsritualer.
En af de vigtigste grunde for aztekerne til at gå i krig var at tage krigsfanger, som skulle bruges til ofringer. Mange af de spanske conquistadorer, der blev fanget af aztekerne under den spanske erobring af Mexico, blev ofret. I visse tilfælde, hvor aztekerne havde fanget en højtstående fjende, blev vedkommende dræbt under en rituel kamp, hvor en fuldt armeret aztekisk jaguarkriger kæmpede mod fangen, der kun var i besiddelse af attrapvåben.
Blandt Mayaerne og Mixtec i Mellemamerika er der også påvist menneskeofringer, især i forbindelse med boldspillet ulama, hvor det tabende hold, eller dets leder, blev ofret. Et nyligt fund fra Inkariget viser også tegn på menneskeofring, hvor ofrene blev efterladt på toppen af et bjerg for at fryse eller sulte ihjel.

## Sati i Indien
Sati, suttee eller enkebrænding er en hinduistisk begravelsesskik, som nu kun praktiseres yderst sjældent, hvor enken lader sig brænde på sin mands ligbål.
Sati skal ifølge traditionen ske frivilligt, og kilderne tyder på, at det generelt har været tilfældet. Det har dog været debatteret i hvilken grad denne frivillighed har bundet i et socialt pres eller i de ringe fremtidsudsigter, en enke havde. Der kendes dog tilfælde, hvor en kvinde, der ønskede at begå sati, blev forhindret i det af pårørende.

## Menneskeofring i moderne tid
Ofring af mennesker i en religiøs kontekst forekommer i vore dage kun meget få steder, et eksempel er Muti i Østafrika. Menneskeofring er ikke tilladt i noget land, men betragtes som mord. I mange tilfælde er traditionelle ofringer af mennesker blevet erstattet med dyre- eller symbolske ofringer.